# Agustín Jiménez y Arenas
Agustín Jiménez y Arenas (Jumella, regió de Múrcia, 1784 - Alcalá de Henares, Madrid, 1869) fou un organista i compositor espanyol. Organista per oposició, de les catedrals d'Oriola i Múrcia, i mestre de capella d'aquesta última. Es distingí en el gènere religiós, escrivint diverses obres de gran mèrit, entre elles alguns misereres, un celebrat joc de responsoris i un Te Deum. També va compondre villancets, lamentacions, lletanies, etc.